# ラエ
ラエ（Lae）はパプアニューギニアのモマセ地方のモロベ州の州都。
2011年の人口は14万8934人で、国内2位。
パプアニューギニア北岸のフォン湾に面し、マーカム川河口が近くにある。
山岳地方と海岸部を結ぶ主要交通路、山岳高速道路の起点である。
また、国内最大の貨物港がある。

## 人口
- 1980年9月22日：6万1617人
- 1990年7月11日：8万8172人
- 2000年7月9日：12万3398人
- 2011年7月10日：14万8934人

## 歴史
町は、1920から30年代のゴールドラッシュ時代に誕生した。ラエに到着した貨物は、空路で金鉱のあるワウへ運ばれた。
1937年、アメリカの飛行士アメリア・イアハートが、ラエを飛び立った後行方不明になった。
1937年、ラバウルで火山が噴火すると、ニューギニアの植民地の首都がラエに移された。
太平洋戦争中の1942年に日本軍が占領した。ココダ道での戦いやブナ・ゴナの戦い、ワウの戦いでの敗北後、1943年中頃に日本軍はラエとサラモア周辺に撤退した。連合国軍の攻撃でラエも9月16日に占領された。
1969年10月、日本政府の第二回東部ニューギニア遺骨収集団がラエを訪問。遺骨収集、合同追悼式を行った。

## 姉妹都市
- ケアンズ(オーストラリア)